# Glycyrrhiza pallidiflora
Glycyrrhiza pallidiflora är en ärtväxtart som beskrevs av Carl Maximowicz. Glycyrrhiza pallidiflora ingår i släktet Glycyrrhiza och familjen ärtväxter. Inga underarter finns listade i Catalogue of Life.